# Sirius (canción)
«Sirius» es una canción de rock instrumental y el primer tema musical del álbum Eye in the Sky de The Alan Parsons Project. Desde los años 1990 en adelante, se ha convertido en un elemento básico de muchos eventos deportivos universitarios y profesionales en toda América del Norte, sobre todo los juegos de los Chicago Bulls.

## Composición
Alan Parsons quería que la primera canción del álbum fuera "Eye in the Sky", pero sintió que era necesario que hubiera una introducción antes de ella. Mientras trabajaba en ideas en casa en su Fairlight CMI , escribió un riff que le gustó, que finalmente se convirtió en "Sirius".  Este riff se tocó usando una muestra de clavinet con retardo de cinta agregado. Originalmente, "Sirius" no estaba escrita en la misma tonalidad que "Eye in the Sky", pero se volvió a grabar en el estudio una vez que la banda se dio cuenta de que conduciría bien a esa canción.

## Contexto

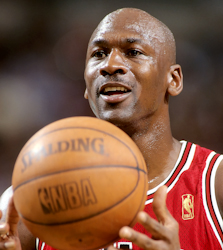
Sirius fue adoptada como canción de entrada de los Chicago Bulls desde la era en la que jugaba Michael Jordan.

El tema se hizo muy popular en eventos deportivos, en particular para la entrada a la cancha de los jugadores en el baloncesto. Fue popularizado por los Chicago Bulls, quienes lo usaron en las introducciones de los años 1990, cuando Michael Jordan jugaba en el equipo, y lo siguen usando hasta la actualidad. También fue usado en la telenovela Cuando llega el amor como incidental del personaje María Luisa villana encarnada por Susana Alexander y en la película Cloudy with a Chance of Meatballs de 2009, al igual que en la película Competencia por la libre (2006) y durante la presentación de las batallas de La Voz España desde su primera emisión en 2012.